# Дарем, Джимми
Джимми Дарем (англ. Jimmie Durham; 10 июля 1940 — 17 ноября 2021 — американский скульптор, эссеист и поэт, живший и работавший в Европе с 1994 года. 
Он принимал активное участие в движениях за гражданские права афроамериканцев и коренных американцев в США в 1960-х и 1970-х годах, работая на Центральный совет Движения американских индейцев (AIM). Дарем вернулся к работе в искусстве, живя в Нью-Йорке. Его работы широко выставлялись. Дарем также получил премию Гюнтера-Пейл-Прейса (2003), Премию Роберта Раушенберга Фонда современного искусства (2017) и  «Золотого льва»  58-й  Венецианской биеннале за жизненные достижения (2019). Работы Дарема входят, в частности, в собрание нью-йоркского Музея современного искусства.
Он долгое время утверждал, что является чероки, но это утверждение было отвергнуто представителями племен: «Дарем не зарегистрирован и не имеет права на получение гражданства ни в одном из трёх признанных на федеральном уровне исторических племён чероки: восточной группы индейцев чероки, объединённой группы Китоуа  индейцев чероки Оклахомы и народа чероки. Он  не имеет никаких известных связей с какой-либо общиной чероки».
После нескольких лет в Мексике, Дарем переехал в Европу в 1994 году, сначала перебравшись в Берлин, а затем в Неаполь. С тех пор он сосредоточился в первую очередь на взаимосвязи архитектуры, монументальности и национальных сюжетов.